# Brunčko
Brunčko je priimek v Sloveniji, ki ga je po podatkih Statističnega urada Republike Slovenije na dan 1. januarja 2010 uporabljalo 28 oseb in je med vsemi priimki po pogostosti uporabe uvrščen na 10.804. mesto.

## Znani nosilci priimka
- Boris Brunčko (1919—1982), gledališki igralec
- Pavla Brunčko (1921—1999), gledališka igralka